# Corythalia variegata
Corythalia variegata är en spindelart som beskrevs av Lodovico di Caporiacco 1954. Corythalia variegata ingår i släktet Corythalia och familjen hoppspindlar. Inga underarter finns listade i Catalogue of Life.